# Neilston
Neilston är en ort i Storbritannien.   Den ligger i kommunen East Renfrewshire och riksdelen Skottland, i den centrala delen av landet, 500 km nordväst om huvudstaden London. Neilston ligger 136 meter över havet och antalet invånare är 5 091.
Terrängen runt Neilston är huvudsakligen platt, men åt nordväst är den kuperad. Terrängen runt Neilston sluttar norrut. Runt Neilston är det ganska tätbefolkat, med 104 invånare per kvadratkilometer. Närmaste större samhälle är Glasgow, 13,7 km nordost om Neilston. Trakten runt Neilston består i huvudsak av gräsmarker.